# Regiunea Tver
Regiunea/Oblastul Tver (rusă: Тверская область) este un subiect federal al Rusiei. Centrul ei administrativ este orașul Tver. Regiunea a fost creată la 29 ianuarie 1935. Până în 1990 s-a numit Regiunea/Oblastul Kalinin.
1. ↑  Встреча с Игорем Руденей (în rusă), kremlin.ru[*]